# Dassault Mystère 20
Dimensions
Le Mystère 20 ou Falcon 20 est un avion d'affaires biréacteur développé par Dassault Aviation à partir de 1963. Il s'agit du premier avion d'affaires de la famille Falcon construit par Dassault Aviation.

## Historique

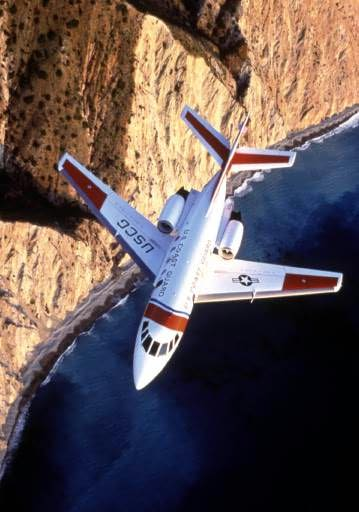
Un HU-25 de la garde côtière des États-Unis.

C'est en 1954 que le bureau d'études de Mérignac envisage un premier projet de biréacteur d'affaires sous le nom de Méditerranée. En l'absence de motorisation adaptée c'est finalement en 1961 que commence réellement l'étude sur la base d'une formule à réacteurs en nacelles arrière latérales utilisant les réacteurs Pratt & Whitney JT12 déjà utilisés à l'époque par les Sabreliner et Lockheed JetStar. Ce programme, conduit par René Lemaire, est d'abord appelé Mystère 100 puis sera finalement le Mystère 20.
La compagnie Pan American World Airways se montra rapidement très intéressée et quelques heures avant le premier vol le 4 mai 1963 effectué par René Bigand, une délégation comprenant Charles Lindbergh en tant que conseiller technique et Bernard Waquet en tant que prospecteur pour Dassault, se rendit à Mérignac pour voir le prototype. Favorablement impressionné, la légende rapporte que Charles Lindbergh télégraphia le jour même au directeur de la Pan Am, Juan Tripp : I've found our bird (« J'ai trouvé notre oiseau ») . Il fut cependant demandé à Dassault d'adapter des réacteurs double flux General Electric CF700. Le prototype vole le 10 juillet 1964 avec cette motorisation à la place des 2 Pratt & Whitney JT12 A8 (de 14,7 kN de poussée chacun). Très rapidement, Pan Am passe commande de 40 appareils et annonce le projet d'en acquérir 200 pour une première livraison en 1965. L'avion est américanisé et baptisé Fan Jet Falcon. Les certificats de navigabilité sont délivrés en juin 1965. Le nom Falcon restera définitivement attaché à la série.
En 1971, Frederick W. Smith, jeune entrepreneur américain imagine le concept du transport rapide de fret aérien de nuit. Il choisit finalement le Falcon 20 et en commande 33 exemplaires. C'est avec ces seuls avions que Federal Express Corporation est née et fonctionna avec succès pendant 10 ans. Ce n'est qu'en 1982 qu'elle les remplaça par des Boeing 727 et des Douglas DC10.
Un autre succès américain du Falcon 20 fut la vente de 41 appareils équipé de réacteurs américains à l'United States Coast Guard sous la désignation HU-25 Guardian en 1977. Entré en service entre février 1982 et décembre 1983, ils sont retirés le 23 septembre 2014, 5 d'entre eux continuant à voler pour la NASA et l'USAF.
En 1989, Dassault dévoile le Falcon 20-5, re-motorisé par deux réacteurs Garrett TFE-731 BR de 21,1 kN de poussée chacun.
Plusieurs versions extrapolées furent étudiées, notamment les Falcon 30 et 40. Seule une version re-motorisée, baptisée Falcon 200, fut réellement produite .
477 Mystère 20 et 38 Falcon 200 furent construits par Dassault Aviation entre 1965 et 1988 pour des utilisateurs civils, parapublics et militaires.

## Spécifications
Données de dassault-aviation.com
Caractéristiques générales
- Équipage : 2
- Capacité : 8 à 10 passagers
- Longueur : 17,15 m
- Envergure : 16,3 m
- Hauteur : 5,32 m
- Surface alaire : 41 m2
- Masse à vide : 7 240 kg
- Masse maximale au décollage : 13 000 kg (20-E et F) 13 800 kg (20-5)
- Moteur : 2  General Electric CF 700 (F20-E) ou Garrett TFE-731 AR (F20-F) ou Garrett TFE-731 BR (F20-5), 20 kN (F20-E et F) ou 21,1 kN (F20-5) chacun
- Masse maximale de carburant: 4 180 kg
- Longueur de la cabine: 7,3 m[8]
- Hauteur de la cabine: 1,72 m
- Largeur de la cabine: 1,87 m

 Performances 
- Vitesse maximale : Mach 0,88
- Vitesse de croisière : Mach 0,8
- Distance franchissable : 3 300 km à 4 200 km (F20-5)[9] avec 4 passagers

### Utilisateurs militaires et gouvernementaux
France
- 14 Falcon-20 ont servi au DGA Essais en vol[10]. Le dernier alors employé par l'État français est retiré du service le 25 novembre 2022[11].
- Falcon-20F (F-GBTM), appartenant à l'Institut national des sciences de l'univers, exploité par le Service des avions français instrumentés pour la recherche en environnement, pour des mesures environnementales dans l'atmosphère et sur les surfaces océaniques et continentales.
- Plusieurs Falcon-20 ont été affectés par l’armée de l’air au Groupe de liaisons aériennes ministérielles entre 1972 et 1988[12],[13].

 Allemagne
- Falcon-20E immatriculé D-CMET utilisé par le Deutsches Zentrum für Luft- und Raumfahrt comme un laboratoire volant pour les mesures environnementales et la recherche sur le climat[14].

 Espagne
- Falcon 20ECM modifié pour des missions de renseignement électronique[15].

## Dans la culture et la fiction
- Dans la série Vic St Val, le héros utilise régulièrement un Mystère 20 pour se rendre en tout endroit du monde.
- Dans la chanson Parachute Doré d'Alain Souchon, sorti en 2008 sur l'album Écoutez d'où ma peine vient, il y est fait référence dans la phrase « Adieu les jolies putes russes dans les Mystères 20 ».
- Dans la chanson Pour une biguine avec toi de Marc Lavoine, sortie en single en 1984, il y est fait référence dans la phrase « Je donne ma Rolex, mon smoking Et mes paires de boots en lézard Un Mystère 20 et deux Boeing ».
- Le Mystère 20 F-GBTM est visible dans le film Le Professionnel.
- Le Carreidas 160 dans Vol 714 pour Sydney.
- Le Mystère 20 est visible dans le film L'Opération Corned Beef